# نيك جونسون (لاعب هوكي الجليد أمريكي)
نيك جونسون (بالإنجليزية: Nick Johnson)‏ هو لاعب هوكي الجليد أمريكي، ولد في 25 أغسطس 1986 في الولايات المتحدة.

## وصلات خارجية
- نيك جونسون على موقع EliteProspects.com (الإنجليزية)
- نيك جونسون على موقع HockeyDB.com (الإنجليزية)